# Plukenetia loretensis
Plukenetia loretensis là một loài thực vật có hoa trong họ Đại kích. Loài này được Ule miêu tả khoa học đầu tiên năm 1908 publ. 1909.